# Arma ad energia diretta
Un'arma a energia diretta (dall'inglese: directed-energy weapon (DEW)) è caratterizzata dall'emissione di energia altamente concentrata, trasferendola al bersaglio senza l'utilizzo di un proiettile. Il processo di trasferimento dell'energia può assumere molte forme diverse: microonde, raggi laser, raggi di particelle o persino onde sonore.

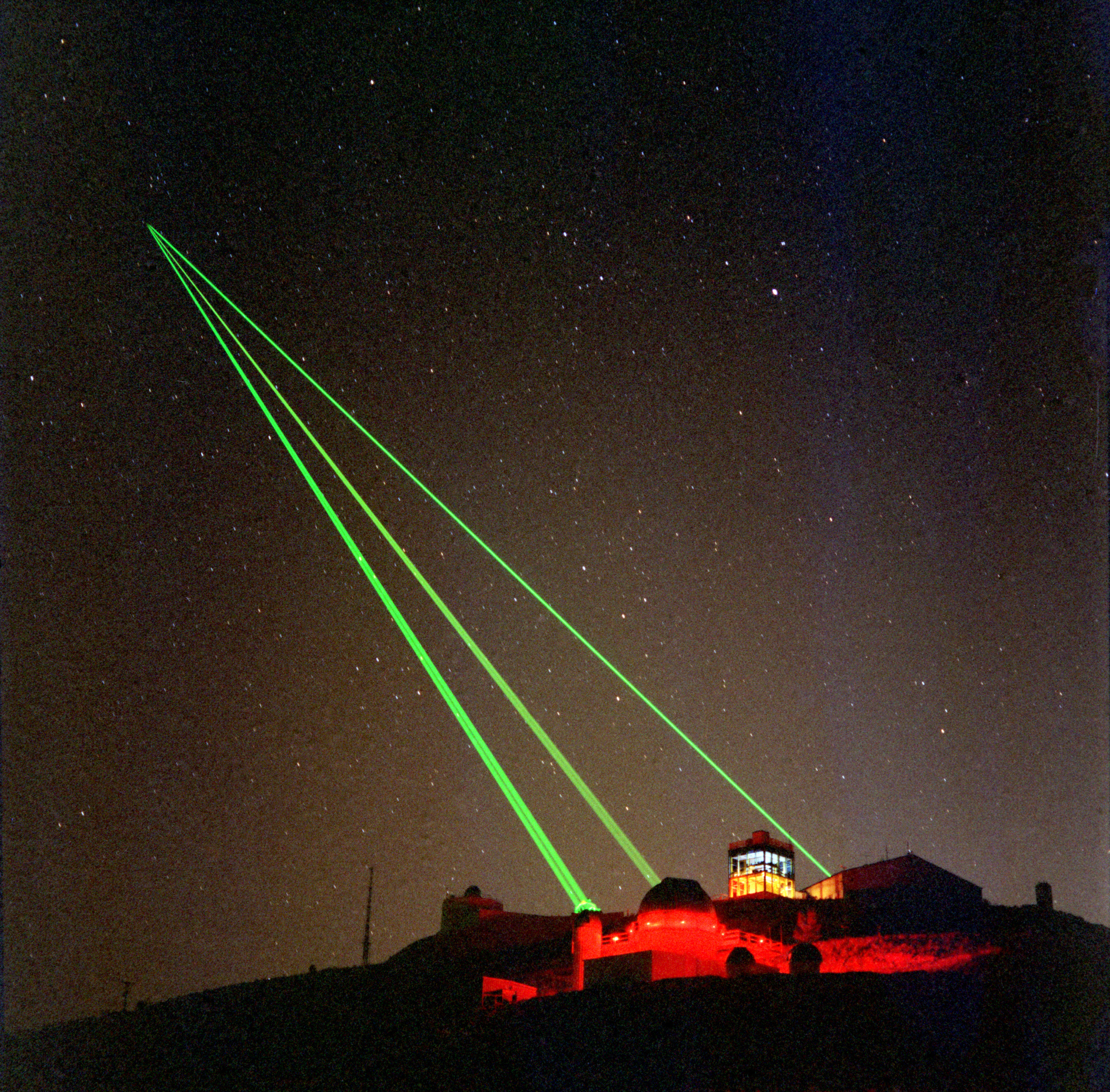
Tre laser della gamma ottica Starfire puntano nella stessa direzione

Le armi a energia diretta possono essere utilizzate con discrezione poiché la radiazione utilizza spettri come la RF (radiofrequenza = da 3 kHz a 300 GHz), invisibile all' occhio umano (ma non ai sensori). Le armi a energia diretta tendono ad essere classificate in base alla frequenza alla quale funzionano come RF (per radiofrequenza) e infrarosso.

## Storia
La ricerca e lo sviluppo, per quanto è noto, sono iniziati negli Stati Uniti. L'Iniziativa di difesa strategica annunciata dal presidente americano Ronald Reagan nel 1983 ha dato un grande impulso a questa ricerca. Dal 1993, con il presidente Bill Clinton, è stato ridotto alla difesa a terra contro i missili balistici intercontinentali utilizzando missili antimissile ed è continuato fino ad oggi. Nel 2022, la Germania e Israele hanno programmato il test di armi laser ad alta energia. Nel 2023 si unisce ai test anche la Cina.